# John Gallagher, Jr.
Pour les articles homonymes, voir Gallagher.
John Gallagher Jr. est un acteur et un musicien américain né le 27 juin 1984 à Wilmington, Delaware. Il est connu pour avoir reçu un Tony Award pour son rôle dans la comédie musicale L'Éveil du printemps. Il joue le rôle de Jim Harper dans la série The Newsroom entre 2012 et 2014.

## Biographie
John Howard Gallagher Jr. est né le 27 juin 1984 à Wilmington, Delaware. Ses parents June et John Gallagher Sr sont musiciens. Il a deux sœurs, dont l'actrice Jaime Gallagher.
Il joue de la guitare dans un groupe appelé Annie's Autograph.

## Carrière
Il fait ses premiers à la télévision en 2002 dans un épisode de New York, police judiciaire et À la Maison-Blanche . Il débute au cinéma l'année suivante avec le film Pieces of April de Peter Hedges aux côtés de Katie Holmes, Oliver Platt, Patricia Clarkson et Alison Pill (entre autres). Toujours en 2003, il tourne dans Ed et New York Police Blues.
En 2004, il joue dans New York, section criminelle. On ne le retrouve que deux ans plus tard dans le film Mr. Gibb et la série Love Monkey.
Il fait son retour après trois ans d'absence lors d'un épisode de New York, unité spéciale et le film de Woody Allen : Whatever Works.
En 2010, il joue dans le film Jonah Hex. Puis l'année suivante dans le long métrage de Kenneth Lonergan : Margaret avec Anna Paquin, Matt Damon, Mark Ruffalo et le français Jean Reno.
En 2013, il est présent au casting de States of Grace aux côtés de Brie Larson et Rami Malek. L'année suivante, il joue dans la série Olive Kitteridge.
En 2016, il est à l'affiche de trois films : 10 Cloverfield Lane, suite de Cloverfield, cette fois-ci réalisé par Dan Trachtenberg, The Belko Experiment de Greg McLean et Pas un bruit de Mike Flanagan.
En 2018, il est présent dans Come as You Are avec Chloë Grace Moretz et Peppermint avec Jennifer Garner. On le retrouve également dans la série High Maintenance lors d'un épisode.
En 2019, il tourne dans les séries Easy, Modern Love et Gaslight et le film The Best of Enemies. L'année suivante, il est à l'affiche d'Underwater avec Kristen Stewart, Vincent Cassel, Jessica Henwick et T. J. Miller.
En 2020, il joue dans quelques épisodes de la saison 3 de Westworld, diffusée sur HBO.

## Filmographie

### Cinéma
- 2003 : Pieces of April de Peter Hedges : Timmy Burns
- 2006 : Mr. Gibb de David Ostry : Brett Mullen
- 2009 : Whatever Works de Woody Allen : Perry
- 2010 : Jonah Hex de Jimmy Hayward : Lieutenant Evan
- 2011 : Margaret de Kenneth Lonergan : Darren
- 2013 : States of Grace (Short Term 12) de Destin Daniel Cretton : Mason
- 2014 : The Heart Machine de Zachary Wigon : Cody
- 2016 : 10 Cloverfield Lane de Dan Trachtenberg : Emmett DeWitt
- 2016 : The Belko Experiment de Greg McLean : Mike Milch
- 2016 : Pas un bruit (Hush) de Mike Flanagan : Le tueur
- 2018 : Come as You Are (The Miseducation of Cameron Post) de Desiree Akhavan : Révérend Rick
- 2018 : Peppermint de Pierre Morel : Détective Stan Carmichael
- 2018 : Sadie de Megan Griffiths : Cyrus
- 2019 : The Best of Enemies de Robin Bissell : Lee Tromblay
- 2020 : Underwater de William Eubank : Liam Smith
- 2020 : American Woman de Semi Chellas : Juan

### Télévision

#### Séries télévisées
- 2002 : New York, police judiciaire (Law & Order) : Terrence Holt
- 2002 : À la Maison-Blanche (The West Wing) : Tyler
- 2003 : Ed : Eric
- 2003 : New York Police Blues (NYPD Blue) : Ray Spier
- 2004 : New York, section criminelle (Law & Order : Criminal Intent) : Gary
- 2006 : Love Monkey : Paul
- 2008 : The Battery's Down : Lui-même
- 2009 : New York, unité spéciale (Law and Order : Special Victims Unit) (saison 10, épisode 15) : Jeff Lynwood
- 2012 : The Newsroom : Jim Harper
- 2014 : Olive Kitteridge : Christopher Kitteridge
- 2018 : High Maintenance : Zach
- 2019 : Easy : Lucas
- 2019 : Modern Love : Rob
- 2019 : Gaslight : Ben
- 2020 : Westworld : Liam Dempsey Jr.
- 2020 : Love Life : Luke Ducharme

#### Téléfilms
- 2001 : The Flamingo Rising de Martha Coolidge : Gary